# 高木潤野
高木 潤野（たかぎ じゅんや）は、場面緘黙症の研究者であり、長野大学社会福祉学部の元教授。場面緘黙の相談・支援を行う「いちりづか」を設立し、これまでに1000人以上の当事者や保護者への支援を行っている。

## 経歴
2009年に東京学芸大学大学院にて教育学の博士号を取得後、東京都立あきる野学園養護学校で言語指導を担当。その後、八王子市立第四小学校のきこえとことばの教室や東京学芸大学の非常勤講師を経て、長野大学社会福祉学部で講師、准教授、教授を務めた（2010年度 - 2011年度、2017年度 - 2023年度）。
現在は2023年4月に開所した「いちりづか」において、場面緘黙当事者とその家族への支援を中心に活動している。

## 資格
- 公認心理師[5]
- 臨床発達心理士[6]

## 著書
単著
- 『学校における場面緘黙への対応』（学苑社）
- 『臨床家のための場面緘黙改善プログラム』（学苑社）

共著
- 『イラストでわかる子どもの場面緘黙サポートガイド』（合同出版）

解説
- 『話せない私研究 大人になってわかった場面緘黙との付き合い方』（合同出版）